# Columbia Records
Columbia Records là một hãng thu âm Mỹ, thuộc sở hữu của Sony Music Entertainment. Nó được thành lập năm 1887, phát triển từ một doanh nghiệp trước đó mang tên American Graphophone Company, công ty kế nghiệp của Volta Graphophone Company.

## Ban quản trị
- Rob Stringer – Chủ tịch
- Rick Rubin, Steve Barnett - Đồng chủ tịch
- Mike Smith